# Brevipalpus emarginatae
Brevipalpus emarginatae är en spindeldjursart som beskrevs av Baker och James P. Tuttle 1987. Brevipalpus emarginatae ingår i släktet Brevipalpus och familjen Tenuipalpidae. Inga underarter finns listade.